# Cryptocellus chiriqui
Espèce
Cryptocellus chiriqui est une espèce de ricinules de la famille des Ricinoididae.

## Distribution
Cette espèce se rencontre au Panama dans la province de Chiriquí vers Volcán et au Costa Rica dans la province de Puntarenas vers San Vito,.

## Description
Le mâle holotype mesure 3,96 mm.

## Étymologie
Son nom d'espèce lui a été donné en référence au lieu de sa découverte, la province de Chiriquí.

## Publication originale
- Platnick & Shadab, 1981 : On Central American Cryptocellus (Arachnida, Ricinulei). American Museum novitates, no 2711, p. 1-13 (texte intégral).